# 133 км (колійний пост)
133 кіломе́тр — залізничний колійний пост Криворізької дирекції Придніпровської залізниці на електрифікованій лінії Апостолове — Запоріжжя II між станціями Марганець (15 км) та Мирова (2 км). Розташований в селі Настасівка Нікопольського району Дніпропетровської області .

## Пасажирське сполучення
Через колійний пост 133 км прямують приміські електропоїзди сполученням Марганець — Запоріжжя, проте не зупиняються.